# Трахома
Трахо́ма (новолат. trachōma, от др.-греч. τραχύς — шероховатый) — хроническое инфекционное заболевание глаз, вызываемое хламидиями и характеризующееся поражением конъюнктивы и роговицы с исходом в рубцевание конъюнктивы, хряща век и полную слепоту. Всемирной организацией здравоохранения занесена в список забытых болезней.

## Эпидемиология
Возбудитель трахомы Chlamydia trachomatis открыт в 1907 году, он размножается в клетках эпителия конъюнктивы и роговицы. По своим свойствам и циклу внутриклеточного развития сходен с другими хламидиями. Трахома — антропонозное заболевание с эпидемическим распространением. В её распространении большую роль играют условия жизни населения и уровень его санитарной культуры. Перенос возбудителя инфекции осуществляется прямым и косвенным путём: через руки, одежду, предметы гигиены, загрязнённые выделениями (гной, слизь, слёзы). Основными источниками инфекции в очагах трахомы являются больные активными формами заболевания. Существенная роль в передаче инфекции принадлежит также носителям возбудителя инфекции, лицам с необычной её локализацией (например, в слёзных путях) и атипичными течением процесса. Не исключена и роль мух в механическом переносе возбудителя. Восприимчивость к трахоме всеобщая и высокая. Иммунитет после перенесённого заболевания не вырабатывается. Трахома широко распространена в странах тропического и субтропического пояса; в России эта инфекция ликвидирована.

## Стадии трахомы
По классификации ВОЗ выделяют трахоматозный фолликулярный конъюнктивит, выраженный трахоматозный конъюнктивит, рубцевание, трихиаз, помутнение роговицы.
- Трахоматозный фолликулярный конъюнктивит (follicular trachomatous inflammation — TF) проявляется гиперемией конъюнктивы хряща верхнего века, появлением 5 и более фолликулов диаметром не менее 0,5 мм.
- Выраженный трахоматозный конъюнктивит (trachomatous inflammation intense — TI) — характеризуется выраженной гиперемией, отеком, инфильтрацией конъюнктивы хряща верхнего века, наличием в ней многочисленных фолликулов и сосочков, что приводит к резкому снижению прозрачности конъюнктивы (невозможность обнаружения ее сосудов).
- Рубцевание (trachomatous scarring — TS) — проявляется образованием рубцов в конъюнктиве в виде белых линий, полос, возможен диффузный фиброз.
- Трихиаз(trachomatous trichiasis — TT) проявляется нарушением роста ресниц.
- Помутнение роговицы (corneal opacity — CO) связано с ее воспалением, которое преимущественно возникает в верхних отделах и локализуется в эпителии, боуменовой мембране и поверхностных слоях стромы.

## Клиническая картина
Инкубационный период — 8—16 сут. Обычно поражаются оба глаза. На ранних стадиях заболевания конъюнктива становится воспалённой, красной и раздражённой, появляется отделяемое. На более поздних стадиях конъюнктива подвергается рубцеванию, формируется заворот века, роговица мутнеет.
Выделяют клинические стадии в течение трахомы:
подозрение на трахому, когда в сомнительных случаях нет четких клинических симптомов; претрахому или префолликулярную трахому, когда имеется инфильтрация и гиперемия конъюнктивы, но фолликулов нет; 4 стадии трахомы.
В 1-й стадии трахомы резко выражено воспаление, на фоне гиперемированной и инфильтрированной конъюнктивы переходных складок и век определяются крупные фолликулы и сосочки.
Отличительным признаком 2-й стадии трахомы является распад некоторых фолликулов и появление рубцов, резко выраженное воспаление, слияние фолликулов, что придаёт конъюнктиве студенистый вид. В этой стадии больные наиболее контагиозные.
Главным отличительным признаком 3-й стадии трахомы является регрессирующий характер заболевания, то есть процесс рубцевания в конъюнктиве преобладает над инфильтрацией и наличием фолликулов, хотя процесс воспаления имеет место и возможны периоды обострения.
Трахома 4-й стадии представляет собой законченный процесс рубцевания без признаков воспаления. Это стадия полного излечения. Объективно — конъюнктива век имеет белесоватый вид с множеством звездчатых рубцов.

## Диагностика
На основании типичных клинических признаков: постепенное развитие инфильтрации в области верхней переходной складки, наличие фолликулов в сочетании со звездчатыми рубцами и паннусом.
Решающее значение имеет наличие в эпителиальных клетках конъюнктивы включений телец Провачека—Хальберштедтера.

## Лечение и профилактика
Поскольку опасность для глаза представляют повторные случаи инфицирования на протяжении нескольких лет, однократные эпизоды инфицирования не требуют агрессивного лечения.
Местно применяют 1%-е мази или растворы тетрациклина, эритромицина, олететрина, 10%-е растворы сульфапиридазина натрия, 5%-е мази или 30—50%-е растворы этазола 3—6 раз в день. При необходимости спустя 1-2 недели от начала лечения производится экспрессия фолликулов. В случае тяжёлой трахомы показаны общее применение антибиотиков. Если развивается деформация века, помутнение роговицы, может быть необходима операция. При своевременном и систематическом применении антибиотиков и сульфаниламидов удаётся добиться излечения и предупредить осложнения. При несвоевременном лечении может развиться гнойная язва роговицы, трихиаз, синдром сухого глаза.
Профилактика состоит в своевременном выявлении больных, их диспансеризации и регулярном лечении, а также соблюдении правил личной гигиены.

## История
Начало распространения болезни среди европейских народов относится к периоду наполеоновских войн. Войска, вернувшиеся в начале XIX столетия из египетского похода, занесли трахому из Египта в Европу. Болезнь называли «египетским воспалением». Таким образом, трахома появилась сперва среди военных, а потом и у гражданского населения. В 1801 году болезнь обнаружена на острове Мальта и в Генуе, в 1802 году в Англии, в 1813 году в Германии. В 1817—1818 годах эпидемия разразилась среди русских войск, оккупировавших Францию, и была занесена ими в Россию. Сперва трахома распространилась в Царстве Польском (1818—1820).
В Санкт-Петербурге первые случаи отмечены в 1832 году. Первоначальные эпидемии вызвали массу заболеваний и были ужасны по своим последствиям. В английской армии в 1818 году было 5000 инвалидов, ослепших от этой болезни, в русской армии в 20-30-х годах XIX столетия заболело около 80 000 человек, в Бельгии в 1834 году каждый пятый солдат страдал трахомой, число людей, ослепших совершенно или отчасти потерявших зрение считалось десятками тысяч.
В 1823 году доктор медицины и старший доктор гвардейской пехоты И. П. Бутков получил приказ принять меры к прекращению эпидемии, свирепствовавшей в Крыму среди солдат Русской императорской армии. Он подробно ознакомился с причинами распространения болезни, улучшил санитарное состояние войск и сумел остановить эпидемию. За это он был вознаграждён, кроме других знаков высочайшей милости, орденом Святой Анны 2 степени с бриллиантами, орденом Святого Владимира 3 степени и всемилостивейшим подарком. Свои наблюдения над эпидемией Бутков описал в своей научной работе «Краткое описание воспаления глаз, появившегося в Крыму в войсках, принимавших участие в турецкой кампании 1824 года».
В конце XIX века Казанскую губернию и Поволжье охватила эпидемия трахомы. 14 ноября 1922 года в Казани было основано первое в России научное медицинское учреждение для борьбы с трахомой. Трахома начала отступать в послевоенные годы. Были найдены эффективные способы лечения этой болезни, приняты меры оповещения населения, была организована работа по информированию, беседы среди школьников. Используются эффективные химические препараты — альбуциды, позже появляется тетрациклин. В 1964 году было заявлено о полной победе над трахомой на территории Татарской АССР.